# Ruth Osburn
Ruth Osburn, född 24 april 1912 i Shelbyville i Missouri, död 8 januari 1994 i Tucson, var en amerikansk friidrottare.
Osburn blev olympisk silvermedaljör i diskuskastning vid sommarspelen 1932 i Los Angeles.